# Ammon (syn Mosiášův)
Ammon (syn Mosiášuv) byl kazatelem a misionářem, vystupujícím v Knize Mormonově, americkém náboženském díle. Panují pochyby o tom, zda se jedná o historickou osobu.
Ammon, syn krále Mosiáše II., podle Knihy Mormonovy v mládi rozséval anarchii mezi nefitskými církvemi. Později se mu však spolu s Almou mladším a jeho bratry ukázal anděl a on se stal nefitským misionářem. Vystupuje v knihách Mosiáš a Alma. V 17.kapitole Knihy Alma se rozhodl odmítnout královský trůn a byl tak jednou z příčin, proč se nefitská monarchie změnila v soudcovský systém.